# 馬見北 (広陵町)
馬見北（うまみきた）は、奈良県北葛城郡広陵町の大字のひとつである。人口は5,641人。面積は0.8628平方キロメートル。

## 地理
大字馬見北は、九つの町丁に分けられ、馬見北1丁目～9丁目となっている。
西部は香芝市、南部は馬見中、東部は三吉赤部、北部は上牧町、河合町と接している。

### 古墳
- 牧野古墳